# Frank Doremus
Frank Ellsworth Doremus (Contea di Venango, 31 agosto 1865 – Howell, 4 settembre 1947) è stato un politico statunitense, sindaco di Detroit negli anni '20 del Novecento.

## Biografia
Doremus nacque nella Contea di Venango, figlio di Sylvester e Sarah Peake Doremus. La famiglia Doremus si trasferì a Ovid, nel Michigan, nel 1866, poi a Portland (Michigan) nel 1872. Frank Doremus frequentò le scuole pubbliche di Portland e si laureò in legge a Detroit.
Nel 1882, Doremus iniziò a lavorare nel Portland Observer, poi si prese carico del Pewamo Plain Dealer e fondò il Portland Review nel 1885, che diresse fino al 1899.
Doremus sposò Libby Hatley nel 1890. La coppia ebbe un figlio, Robert.
Divenne avvocato nel 1899 e iniziò a praticare a Detroit.
Fu eletto sindaco di Detroit nel 1923, dopo aver sconfitto l'ex commissario di polizia di Detroit, James Woffendale Inches, nell'elezione generale. Si dimise l'anno successivo per problemi di salute.